# Carmen Hernández
María Carmen Hernández Barrera (Olvega, 24. studenog 1930. – Madrid, 19. srpnja 2016.), je bila španjolska katehistica i suosnivačica neokatekumenskog puta. 

## Životopis
María Carmen Hernández Barrera je rođena u Olvegi (Soria, Kastilja i León), 24. studenog 1930. Carmen Hernandez je diplomirala kemiju u Madridu. Nakon toga se pridružila obiteljskom poslu, iz kojeg je izašla kako bi se pridružila Misionarkama Isusa Krista u inozemstvu. Nakon toga je diplomirala i teologiju. Šezdesetih godina, nakon Drugog vatikanskog koncila, Carmen se posvetila radu sa siromašnim i marginaliziranim.
Nakon upoznavanja s Kikom Argüellom, osnovali su Neokatekumenski put (1964.), kojima se kasnije pridružio o. Mario Pezzi. Godine 2015. je primila počasni doktorat na Američkom katoličkom sveučilištu u Washingtonu, DC. Umrla je 19. srpnja 2016. godine u Madridu, u dobi od 85. godina.

## Vanjske poveznice
- (tal.) Neokatekumenski put